# Nhà thờ Thánh James ở Kysucké Nové Mesto
Nhà thờ Thánh James ở Kysucké Nové Mesto (tiếng Slovakia: Kostol svätého Jakuba v Kysucké Nové Mesto) là một nhà thờ giáo xứ được xây dựng vào thế kỷ 13, tọa lạc gần quảng trường chính của thành phố Kysucké Nové Mesto, vùng Žilina, Slovakia. Vào ngày 7 tháng 6 năm 1963, nhà thờ này được ghi danh vào Danh sách Di tích Trung ương theo quyết định của Bộ Văn hóa Cộng hòa Slovakia.

## Lịch sử
Văn bản lâu đời nhất đề cập đến nhà thờ có niên đại vào năm 1284. Theo đó, ban đầu nhà thờ có lẽ được xây dựng bằng gỗ theo phong cách kiến trúc Gothic. Tuy nhiên, không có gì của nhà thờ từ thời kỳ này còn sót lại, vì nhà thờ cùng với các tòa nhà xung quanh đã bị thiêu rụi hoàn toàn sau một trận hỏa hoạn lớn xảy ra vào năm 1591. Nhà thờ mới được xây dựng bằng đá, có một tháp chuông chứa 4 quả chuông. Từ ngày 10 tháng 11 năm 1665 đến năm 1673, nhà thờ nằm trong tay Giáo hội Luther. Vào ngày 23 tháng 5 năm 1748, một trận hỏa hoạn lại bùng phát trong thị trấn và làm cháy rụi phần lối vào của nhà thờ, sau đó nhà thờ đã được trùng tu. Năm 1904, nhà thờ lại bốc cháy và thiệt hại đáng kể. Sau khi bị hư hại nhiều, nhà thờ được tái thiết theo phong cách tân Romanesque vào năm 1906. Kiến trúc sư của bản thiết kế tái thiết là Juraj Cigler, và công việc tái thiết nhà thờ do thợ xây Ján Fulda đảm nhiệm.